# Obesogen
Els obesògens són certs compostos químics que se suposa que pertorben el desenvolupament normal i l'equilibri del metabolisme dels lípids, que en alguns casos poden conduir a l'obesitat. Els obesògens es poden definir funcionalment com a substàncies químiques que alteren inadequadament l'homeòstasi dels lípids i l'emmagatzematge de greixos, canvien els punts de consigna metabòlics, alteren l'equilibri energètic o modifiquen la regulació de la gana i la sacietat per promoure l'acumulació de greix i l'obesitat.